# Ella Weiß
Ella Weiß (* 2. Januar 1910 in Frankenthal; † 23. Januar 1995 in Ludwigshafen) war eine deutsche Lehrerin und Politikerin (SPD).

## Leben
Weiß besuchte die Volksschule und das Gymnasium und legte 1929 das Abitur ab. Von 1929 bis 1937 studierte sie in Heidelberg, München, Freiburg und Würzburg und wurde 1938 zum Dr. phil promoviert. 1939 absolvierte sie den Vorbereitungsdienst für das Lehramt in München und wurde nach der Staatsprüfung Studienassessorin in Ludwigshafen. 1941 wurde sie zur Studienrätin und 1965 zur Oberstudienrätin ernannt. Seit 1968 war sie an der Geschwister-Scholl-Schule in Ludwigshafen-Mundenheim tätig und trat 1972 in den Ruhestand.

## Politik
1945/46 war Weiß Mitbegründerin der SPD in Frankenthal. Sie war als „Pflichtfrau“ Mitglied im Bezirksvorstand der SPD Pfalz.
Für die SPD war sie 1946/47 Mitglied der Beratenden Landesversammlung. Sie gehörte dem Verfassungsausschuss und dem kulturpolitischen Ausschuss an. Als eine der beiden Frauen im Verfassungsausschuss (die andere war Helene Rothländer) arbeitete sie an der Erarbeitung der Verfassung für Rheinland-Pfalz mit, lehnte diese dann aber mit ihrer Fraktion am Ende ab. Von 1947 bis 1951 gehörte sie für den Wahlbezirk Pfalz dem ersten Landtag Rheinland-Pfalz an. Sie war Mitglied im Ernährungs- und Versorgungsausschuss, Hauptausschuss, Haushalts- und Finanzausschuss und kulturpolitischen Ausschuss. Am 27. Januar 1951 trat sie aus der SPD aus.

## Werke
- Der pfälzische Obstbau, 1937, Diss.